# 鶴首城
鶴首城（かくしゅじょう）は、備中国川上郡成羽（岡山県高梁市成羽町）にあった日本の城。別名・成羽城。

## 沿革
平安時代終わりの文治5年（1189年）に奥州合戦に功績のあった河村四郎秀清が築城したと伝えられている。
天文2年（1533年）、星田を本拠としていた備中の戦国大名、三村家親が城郭を整備拡張した。拠点を鶴首城に移した家親は、勢力を拡大した。
永禄4年（1561年）三村家親、元親父子は、本拠を備中松山城に移した。その後は一族の三村親成、親宣父子が城主となった。
永禄9年（1566年）宇喜多直家によって家親が暗殺されると、備中兵乱が激化した。元親は織田信長に味方し、これに反対した親成父子は三村一族から離反して毛利氏に味方し、鶴首城は三村親重が城主となった。
天正3年（1575年）毛利軍により攻略され鶴首城は落城、城は再び親成、親宣父子に安堵された。しかし元親の毛利氏からの離反を止められなかったため、所領を削減された。
慶長5年（1600年）関ヶ原の戦いの功績により成羽の地で7千石を得た岡家俊が入城した。だが慶長19年（1614年）大坂の陣で家俊の長男岡平内が大坂方に味方したため、大坂落城後、家俊は切腹させられた。
元和3年（1617年）、成羽に移封された山崎家治が入部したものの鶴首山麓に成羽陣屋を築いて入ったため、鶴首城は廃城となった。